# 1326年
| 千纪： | 2千纪 |
| 世纪： | 13世纪 \| 14世纪 \| 15世纪                                                                                 |
| 年代： | 1290年代 \| 1300年代 \| 1310年代 \| 1320年代 \| 1330年代 \| 1340年代 \| 1350年代                           |
| 年份： | 1321年 \| 1322年 \| 1323年 \| 1324年 \| 1325年 \| 1326年 \| 1327年 \| 1328年 \| 1329年 \| 1330年 \| 1331年 |
| 纪年： | 丙寅年（虎年）；元泰定三年；越南開泰三年；日本正中三年，嘉曆元年                                           |

## 大事记
- 6月3日－－諾夫哥羅德與挪威簽署諾夫哥羅德和約。
- 鄂圖曼帝國奧斯曼一世從拜占庭帝國攻陷後來的首都布爾薩。
- 世界七大奇迹之一的亚历山大灯塔在地震中倒塌。
- 天津天后宫始建。

## 出生
- 元寧宗懿璘质班

## 逝世
- 勃艮第的布朗歇，法兰西前王后